# Saison 2021 de l'équipe cycliste masculine Trek-Segafredo
La saison 2021 de l'équipe cycliste Trek-Segafredo est la onzième de cette équipe.

## Coureurs et encadrement technique

### Arrivées et départs
| Coureur                  | Provenance          | Durée contrat |
| ------------------------ | ------------------- | ------------- |
| Jakob Egholm             | Hagens Berman Axeon | 2021          |
| Amanuel Gebrezgabihier   | NTT Pro Cycling     | 2021-2022     |
| Mattias Skjelmose Jensen | Leopard             | 2021-2022     |
| Antonio Tiberi           | Colpack-Ballan      | 2021-2022     |

| Coureur             | Nouvelle équipe  | Durée contrat |
| ------------------- | ---------------- | ------------- |
| William Clarke      | Retraite         |               |
| Alessandro Fancellu | Eolo-Kometa      | 2021          |
| Richie Porte        | Ineos Grenadiers | 2021          |
| Pieter Weening      | Retraite         |               |

### Effectif de la saison
| Coureur                | Date de Nais.             | Équipe en 2020      | Cont. |
| ---------------------- | ------------------------- | ------------------- | ----- |
| Filippo Baroncini      | 26 août 2000 (21 ans)     | Colpack-Ballan      | 2023  |
| Julien Bernard         | 17 mars 1992 (29 ans)     | Trek-Segafredo      | 2023  |
| Gianluca Brambilla     | 22 août 1987 (34 ans)     | Trek-Segafredo      | 2022  |
| Giulio Ciccone         | 20 décembre 1994 (27 ans) | Trek-Segafredo      | 2024  |
| Nicola Conci           | 5 janvier 1997 (24 ans)   | Trek-Segafredo      | 2021  |
| Koen de Kort           | 8 septembre 1982 (39 ans) | Trek-Segafredo      | 2021  |
| Niklas Eg              | 6 janvier 1995 (26 ans)   | Trek-Segafredo      | 2021  |
| Jakob Egholm           | 27 avril 1998 (23 ans)    | Hagens Berman Axeon | 2021  |
| Kenny Elissonde        | 22 juillet 1991 (30 ans)  | Trek-Segafredo      | 2023  |
| Amanuel Gebrezgabihier | 17 août 1994 (27 ans)     | NTT Pro Cycling     | 2022  |
| Asbjørn Hellemose      | 15 janvier 1999 (22 ans)  | Néo-pro             | 2023  |
| Daan Hoole             | 22 février 1999 (22 ans)  | SEG Racing Academy  | 2023  |
| Alexander Kamp         | 14 décembre 1993 (28 ans) | Trek-Segafredo      | 2022  |
| Alex Kirsch            | 12 juin 1992 (29 ans)     | Trek-Segafredo      | 2023  |
| Emīls Liepiņš          | 29 octobre 1992 (29 ans)  | Trek-Segafredo      | 2023  |
| Juan Pedro López       | 31 juillet 1997 (24 ans)  | Trek-Segafredo      | 2023  |

| Coureur                  | Date de Nais.              | Équipe en 2020 | Cont. |
| ------------------------ | -------------------------- | -------------- | ----- |
| Bauke Mollema            | 26 novembre 1986 (35 ans)  | Trek-Segafredo | 2022  |
| Jacopo Mosca             | 29 août 1993 (28 ans)      | Trek-Segafredo | 2023  |
| Matteo Moschetti         | 14 août 1996 (25 ans)      | Trek-Segafredo | 2022  |
| Ryan Mullen              | 7 août 1994 (27 ans)       | Trek-Segafredo | 2021  |
| Antonio Nibali           | 23 septembre 1992 (29 ans) | Trek-Segafredo | 2022  |
| Vincenzo Nibali          | 14 novembre 1984 (37 ans)  | Trek-Segafredo | 2021  |
| Mads Pedersen            | 18 décembre 1995 (26 ans)  | Trek-Segafredo | 2022  |
| Charlie Quarterman       | 6 septembre 1998 (23 ans)  | Trek-Segafredo | 2021  |
| Kiel Reijnen             | 1er juin 1986 (35 ans)     | Trek-Segafredo | 2021  |
| Michel Ries              | 11 mars 1998 (23 ans)      | Trek-Segafredo | 2021  |
| Quinn Simmons            | 8 mai 2001 (20 ans)        | Trek-Segafredo | 2023  |
| Mattias Skjelmose Jensen | 26 septembre 2000 (21 ans) | Leopard        | 2022  |
| Toms Skujins             | 15 juin 1991 (30 ans)      | Trek-Segafredo | 2022  |
| Jasper Stuyven           | 17 avril 1992 (29 ans)     | Trek-Segafredo | 2022  |
| Edward Theuns            | 30 avril 1991 (30 ans)     | Trek-Segafredo | 2023  |
| Antonio Tiberi           | 24 juin 2001 (20 ans)      | Colpack-Ballan | 2024  |

## Champions nationaux, continentaux et mondiaux
| Date              | Course                                       | Maillot | Coureurs     | Pays     | Lieu    |
| ----------------- | -------------------------------------------- | ------- | ------------ | -------- | ------- |
| 16 juin 2021      | Championnats de Lettonie du contre-la-montre |         | Toms Skujiņš | Lettonie | Riga    |
| 20 juin 2021      | Championnats de Lettonie sur route           |         | Toms Skujiņš | Lettonie | Valga   |
| 30 septembre 2021 | Championnats d'Irlande du contre-la-montre   |         | Ryan Mullen  | Irlande  | Wicklow |
| 3 octobre 2021    | Championnats d'Irlande sur route             |         | Ryan Mullen  | Irlande  | Wicklow |